# スティーヴ・モリソン
スティーヴ・モリソン（Steve Morison、1983年8月29日 - ）は、イングランド・ロンドンインフィールド区出身の元プロサッカー選手、サッカー指導者。元サッカーウェールズ代表。現役時代のポジションはFW。

## 経歴

### クラブ
ノーサンプトン・タウンFCでキャリアをスタート。しかしレギュラー獲得には至らず、2004年に退団。その後、ノンリーグのクラブで活躍し、2009年にリーグ1のミルウォールFCに移籍。加入初年度で20ゴールを挙げチャンピオンシップ昇格に貢献した。2011-12シーズンにプレミアリーグのノリッジ・シティFCに移籍したが、1年半で退団。その後はチャンピオンシップのクラブを転々とした。2019年10月18日に現役引退を表明した。

### 代表
イングランドC代表歴があるが、祖母がウェールズのブライナイ・グエント出身のため、A代表はウェールズに変更した。2010年8月、ウェールズ代表初招集。11日のルクセンブルク戦で初出場を果たすと、早速1アシストを記録し5-1の大勝に貢献した。2011年9月3日、UEFA EURO 2012予選のモンテネグロ戦で代表初ゴール。

### 引退後
2020年2月、カーディフ・シティU-23の監督に就任。2021年10月23日、退任したミック・マッカーシーの後任として、カーディフ・シティの暫定監督に就任。2021年11月12日、正式な監督としてカーディフ・シティと2021-22シーズン終了までの契約を結んだ。

## 所属クラブ
- ノーサンプトン・タウンFC 2001-2004
- ビショップズ・ストートフォードFC 2004-2006
- スティヴネイジFC 2006-2009
- ミルウォールFC 2009-2011
- ノリッジ・シティFC 2011-2013
- リーズ・ユナイテッドAFC 2013-2015

→ ミルウォールFC 2013-2014 (loan)
- ミルウォールFC 2015-2019
- シュルーズベリー・タウンFC 2019

## 指導歴
- カーディフ・シティFC 2021-

## タイトル
スティヴネイジ
- FAトロフィー (2): 2006–07, 2008–09